# Monroe County (Illinois)
Das Monroe County ist ein County im US-amerikanischen Bundesstaat Illinois. Im Jahr 2010 hatte das County 32.957 Einwohner und eine Bevölkerungsdichte von 32,8 Einwohnern pro Quadratkilometer. Der Verwaltungssitz (County Seat) ist Waterloo.
Das Monroe County liegt im Metro-East genannten östlichen Teil der Metropolregion Greater St. Louis um die Stadt St. Louis im benachbarten Missouri.

## Geografie
Das County liegt im Südwesten von Illinois und wird nach Westen Mississippi begrenzt, der auch gleichzeitig die Grenze zum benachbarten Bundesstaat Missouri bildet. Es hat eine Fläche von 1030 Quadratkilometern, wovon 24 Quadratkilometer Wasserfläche sind. An das Monroe County grenzen folgende Nachbarcountys:
| St. Louis County (Missouri) |                                  | St. Clair County |
| Jefferson County (Missouri) |                                  |                  |
|                             | Ste. Genevieve County (Missouri) | Randolph County  |

## Geschichte

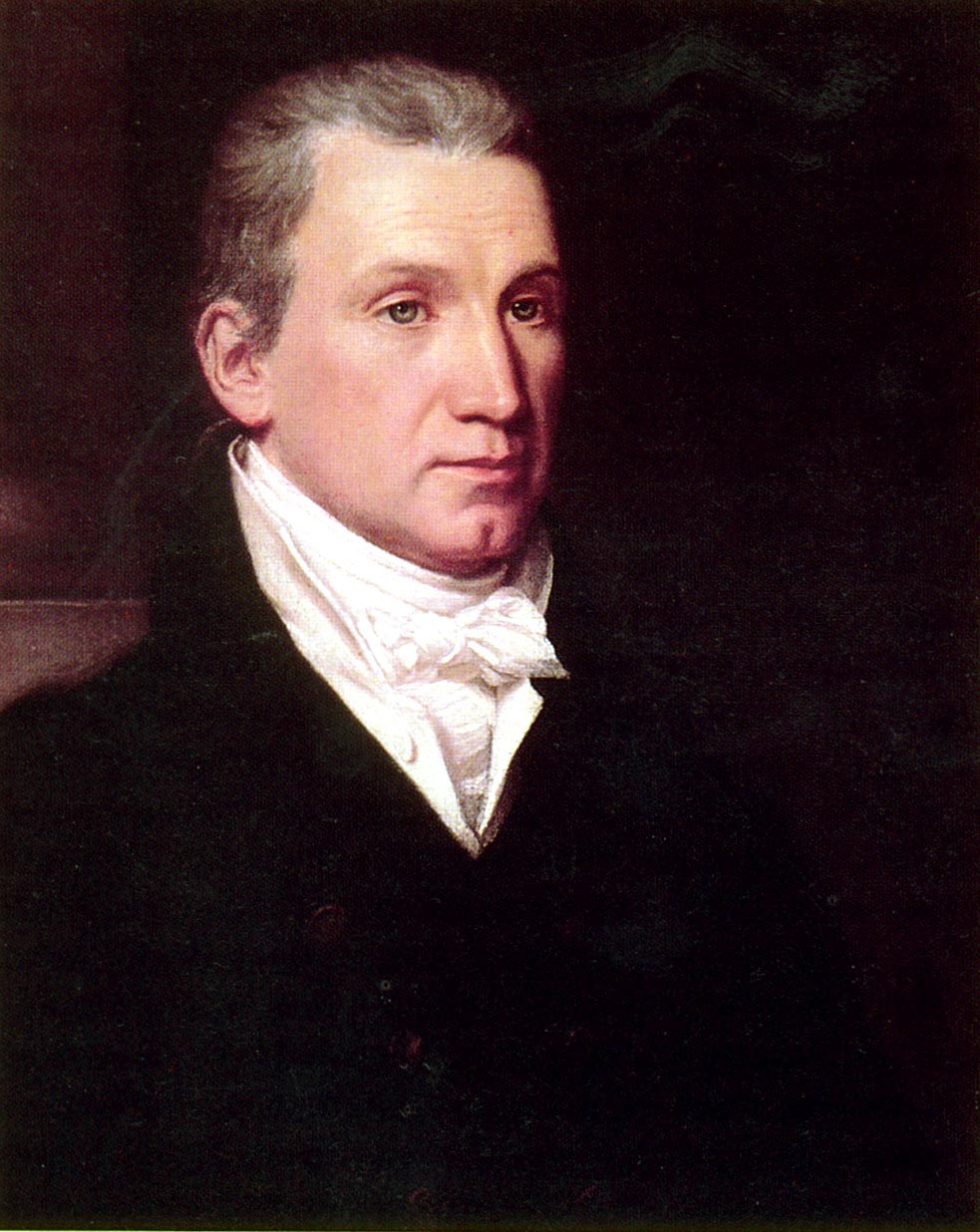
J. Monroe

Das Monroe County wurde am 6. Januar 1816 aus Teilen des St. Clair County und des Randolph County gebildet. Benannt wurde es nach James Monroe (1758–1831), dem fünften Präsidenten (1817–1825) der Vereinigten Staaten.

Die ersten Siedler waren wohl im 17. Jahrhundert die Franzosen, die das Land den Engländern abnahmen. Nach dem Frieden von Paris fiel es wieder an die Engländer zurück. Während des Amerikanischen Unabhängigkeitskrieges eroberten George Rogers Clark und seine „Langmesser“ das Fort Cahokia und Fort Kaskaskia. Da diese aus Virginia kamen, wurde Illinois nach der Revolution ein County von Virginia. Der neue Continental Congress drängte Virginia zur Freigabe des County und Illinois wurde Mitglied der neuen Regierung und bekam zusätzlich Teile aus dem Nordwest-Territorium. 1818 erhielt Illinois seinen Status als Bundesstaat. Mitte des 19. Jahrhunderts begannen auch Deutsche und Iren im Monroe County zu siedeln.

### Territoriale Entwicklung

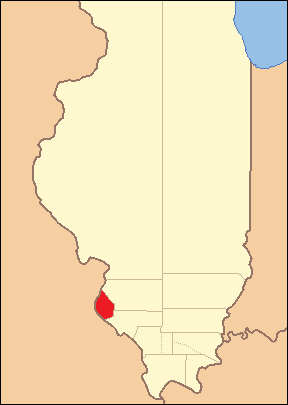
Das Monroe County von seiner Gründung im Jahr 1816 bis 1825
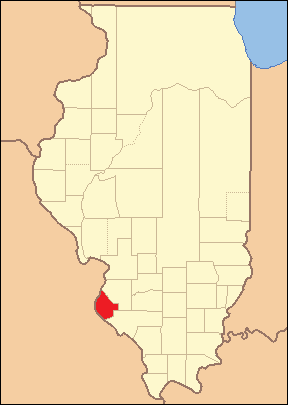
1825 bis 1827
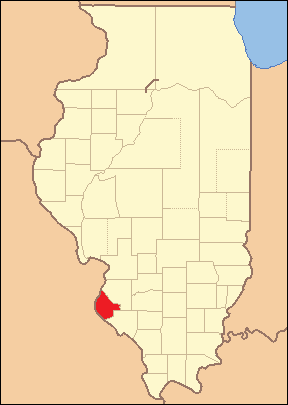
1827 bis heute

## Demografische Daten
Nach der Volkszählung im Jahr 2010 lebten im Monroe County 32.957 Menschen in 11.968 Haushalten. Die Bevölkerungsdichte betrug 32,8 Einwohner pro Quadratkilometer. In den 11.968 Haushalten lebten statistisch je 2,68 Personen.
Ethnisch betrachtet setzte sich die Bevölkerung zusammen aus 98,0 Prozent Weißen, 0,2 Prozent Afroamerikanern, 0,2 Prozent amerikanischen Ureinwohnern, 0,4 Prozent Asiaten sowie aus anderen ethnischen Gruppen; 0,8 Prozent stammten von zwei oder mehr Ethnien ab. Unabhängig von der ethnischen Zugehörigkeit waren 1,4 Prozent der Bevölkerung spanischer oder lateinamerikanischer Abstammung.
24,5 Prozent der Bevölkerung waren unter 18 Jahre alt, 62,2 Prozent waren zwischen 18 und 64 und 13,3 Prozent waren 65 Jahre oder älter. 50,3 Prozent der Bevölkerung war weiblich.

Das jährliche Durchschnittseinkommen eines Haushalts lag bei 71.342 USD. Das Prokopfeinkommen betrug 28,745 USD. 5,0 Prozent der Einwohner lebten unterhalb der Armutsgrenze.

## Ortschaften im Monroe County
Citys
- Columbia1
- Waterloo

Villages
- Fults
- Hecker1
- Maeystown
- Valmeyer

Unincorporated Communities
| - Ames - Burksville - Burksville Station - Chaflin Bridge | - Foster Pond - Fountain - Harrisonville - Madonnaville | - Merrimac - Monroe City - New Hanover - Renault | - St. Joe - Tipton - Wartburg |

1 – teilweise im St. Clair County

## Gliederung
Das Monroe County ist in 37 Bezirke (precincts) eingeteilt:
| Precinct | Einwohner (2010) | FIPS     |
| -------- | ---------------- | -------- |
| 1        | 481              | 17-92550 |
| 2        | 497              | 17-92555 |
| 3        | 1167             | 17-92560 |
| 4        | 1158             | 17-92565 |
| 5        | 618              | 17-92570 |
| 6        | 989              | 17-92575 |
| 7        | 569              | 17-92580 |
| 8        | 1031             | 17-92585 |
| 9        | 972              | 17-92590 |
| 10       | 542              | 17-92595 |
| 11       | 774              | 17-92600 |
| 12       | 877              | 17-92605 |
| 13       | 609              | 17-92610 |

| Precinct | Einwohner (2010) | FIPS     |
| -------- | ---------------- | -------- |
| 14       | 984              | 17-92615 |
| 15       | 622              | 17-92620 |
| 16       | 894              | 17-92625 |
| 17       | 833              | 17-92630 |
| 18       | 1087             | 17-92635 |
| 19       | 730              | 17-92640 |
| 20       | 1263             | 17-92645 |
| 21       | 922              | 17-92650 |
| 22       | 666              | 17-92655 |
| 23       | 693              | 17-92660 |
| 24       | 1284             | 17-92665 |
| 25       | 1089             | 17-92670 |
| 26       | 1623             | 17-92675 |

| Precinct | Einwohner (2010) | FIPS     |
| -------- | ---------------- | -------- |
| 27       | 1853             | 17-92680 |
| 28       | 787              | 17-92685 |
| 29       | 693              | 17-92690 |
| 30       | 929              | 17-92695 |
| 31       | 702              | 17-92700 |
| 32       | 624              | 17-92705 |
| 33       | 536              | 17-92710 |
| 34       | 1624             | 17-92715 |
| 35       | 839              | 17-92720 |
| 36       | 764              | 17-92725 |
| 37       | 632              | 17-92730 |